# D.backup -リモのはこにわ-
『D.backup -リモのはこにわ-』は、日本の作品。PhysicsPointが手がけた作品であり、ガラスの花と壊す世界の原作にあたる。

## 概要
アニメ化大賞序章作品劇場アニメ「ガラスの花と壊す世界」原作にあたる。アニメ化大賞の大賞作品「D.backup」が2015年劇場公開決定 作品でありD.backupのコミカライズ「D.backup-リモのはこにわ-」として2016年1月5日から同年1月11日まで系6話(5.5話)不定期でwebコミック「ぽにマガ」にて連載され、さらに同年2月18日に1巻が発売された。同誌には連載中に描かれなかった話も数話にわたって描かれ、続編にあたるD.backup -最後の意志を亡きセカイへ-に繋がる要素がちりばめられてある。

## 物語
「大丈夫だよ、次の世界はリモが皆を幸せにするよ」(知識の箱)が管理するその世界は時代国そして人々が思いを記録される沢山の世界が存在していた。
リモは様々な世界を行き来し様々な体験を通しその思いに寄り添い世界にあふれるガラスの花を包み集めていく。
小女の願いとは?(次の世界)とはなんなのか?
やがて小女には独自の感情が芽生えていくこととなる

### #1 19990701_jp「ほろびのよげん」
舞台は1999年7月、世間はノストラダムスの予言で賑わっていた。
叶は友達との思い出が詰まったタイムカプセルを守るため意地を張って学校には登校していなかった。
そんな最中仲間たちと口論になり、かすみが止めようとした瞬間、そらから少女「リモ」が舞い降りた。
一向はリモが「恐怖の大王」だと勘違いしてそのばから逃げ出してしまう。
この子供たちとの出会いがリモにとっての最初の物語であり始まりでもある。

### #2 17950429_ch「はなことば」
1795年4月25日、リモは盲目の少女「ハルア」と出会いやがて心を通い合わせ一つ屋根の下で共に暮らし始める。
ハルアは花を愛し家の庭に沢山の咲かせていた。
彼女には恋人がいたものの当時宮殿警護にあたっていた彼は敵の奇襲を受けその後行方不明となってしまう。
ハルアは彼の生存を信じ待ち続けた。
リモとの暮らしが成れ親しんできた頃、ハルアは盲目の症状が進み、ついに光すら感知できなくなってしまう。
リモは彼女の傍に寄り添い彼女の身の回りの世話を引き受ける。
それから数日が過ぎたある日、恋人の母親であり彼女にとっての義理母にお見合いの話を持ちかけられる。
義理母はハルアのことを実の娘のように可愛がり彼女の将来を気遣いお見合いの話を出したのである。
そんな義理母への気持ちを察したハルアは一度はお見合いの話を了承する
ハルアはリモに家の事をまかせ一人お見合い相手の住む隣町に馬車で向かう。
道中、彼の事を思い出し「自分の居場所はどこなのか?自分の幸せとは何なのか」その意味を思い出し馬車から飛び降りひとり自分の家に帰路する。
そしてリモと再会したハルアはこれからも彼を待ち続けると言い固く心に誓った。
1855年5月6日、ハルアは老衰で永眠、60年彼を待ち続けた。
彼女の住んでいた家の庭にはいまも沢山の花が咲いている

### #3 18881107_gb「きれいなうそつき」
1888年11月7日、リモはロンドンのとある町に降り立つ。そこでリモはメアリという女性とジェイクという男性に出会う。
リモはすぐに二人に打ち解けロンドンの町を案内してもらう。
メアリは元娼婦でありジェイクと出会い娼婦の仕事をやめ普通の女性として新たな人生を歩もうとしていた。
ジェイクはそんな彼女を暖かく心のそこから守り続けようとし彼女と共に清らかに生きようとしていた。
娼婦の仕事をやめ半年が過ぎたある日メアリはジェイクの子をその身にやどしていることが発覚し、二人はリモの後押しもあり数日後に結婚を控えることとなる。
同年11月9日、結婚式当日リモは二人の結婚式が楽しみで胸を高まらせていた。リモは式会場に赴くもそこで悲劇が起きる。
結婚式の会場にメアリの無残な姿となった遺体が横たわっていた。
メアリを殺害したのはジェイクだった。彼女を心のそこから愛し守り続けようとしていたジェイクは裏の顔でありその正体は当時ロンドンの町中を恐怖のどん底に陥れた「切り裂きジャック」ジャック・ザ・リッパーだったのだ。
彼にとっての本心はメアリを「汚い人間」とあざ笑っていた。
現場に居合わせたリモは精神に異常をきたしその場に倒れこみ気を失ってしまう。
その後ジャックはリモを置き去りにし、どこかに立ち去り消えてしまう。
この事件はリモにとって忘れなれない辛い思い出としてその後の人生に大きな影響を与えることとなる

### #4 20080516_us「ほんもののせかい」
ロンドンでの悲劇から数日後、リモの精神は徐々にだが確実に歪な状態へと進行していく。ハルアの死、メアリの死そしてジェイクのしでかした愚かな行為、リモが間近で体験した影響は彼女にとっての行動理念にも大きく影響していくこととなる。
物語の視点は変わり「知識の箱」を守るアンチウイルスソフトウェアの二人に変わる。検出ソフトウェアのレグルと駆除ソフトウェアのシャム、彼らは(知識の箱)を巡る脅威、ウイルスを見つけては駆除し続けていた。
シャムは仮想空間でありあくまでバックアップデーターから作られた自分の住む世界が好きになれないでいた。
彼は日々自分の存在意義に疑念を感じ続け途方にくれていた。いつものようにウイルスチェクのために町を徘徊していたある日シャムは同属であるリモと出会う。
リモは自身と同じ存在に出会えたことに喜びを感じていた。シャムは自身の悩みと疑念をリモに問いただす。リモはその答えが何なのかをこの世界に生きる人間たちに聞いて見ようといいだす。「この世界が本物なのか偽者なのか」を
二人は様々な人々に出会い、別れをとおし徐々にだが打ち解けていく。人々は自分たちがデーターであることに知る由もない、そのような事実を叩きつけられたシャムはやはりこの世界を好きになれないでいた。
どんなに頑張ってもウイルスに汚染されれば消去しなければいけないそれがシャム自身をさらに悩まさせていく
そんなシャムにたいしてリモは優しく救いの手を差し伸べようとする。そんな二人にいきなりウイルスプログラムが襲来し襲い掛かる、シャムはリモを守るためにウイルスと交戦、遅れて救援にやってきた検出ソフトウェアのレグルと協力しこれを撃破した。
今回の事件をとおしシャムは一つの答えに到達する「俺はここを守りたいから守る」ただそれだけだと。そしてリモ自身も一つの目標が出来た。「いつかふたりにほんもののせかいをみせてあげる」そしてリモは今日も綺麗なものを集め続ける「さみしくない」「かなしくない」「つらくない」「くるしくない」そんな世界を作り出すために。

### #5 20160404_jp「おほしさまのしあわせ」
2016年6月4日、リモは詩織(しおり)と灯(灯)という名の姉妹と出会う。
妹灯の灯は原因不明の病に犯され数ヶ月の余命を主治医から宣告されていた。
灯はこれまで世界中を旅しまわっていたリモの話を聞き世界への「いろんな場所」に憧れをもち、とくに「綺麗な星空」にたいして憧れは強く、いつか見に行きたいという夢を抱いていた。
詩織は最近では灯の前ではうまく笑えないでいた灯には先の未来がない誰がそんなことを決めたのか?詩織は妹のために悩み続けた。
それから数日後、詩織はリモとネットの写真で見た星空を見に行き互いに自分自身の思いを話し合う。リモと語り合い、元気を取り戻した詩織は間近で見た星空をいつか必ず灯に見せるとかたく誓う。
しかし帰路の道中に父から灯が危篤の状態にあり非常に危険な状態であると連絡が入る、急遽、病院に駆けつけるリモと詩織、二人は灯に呼びかけるもすでに虫の息であり、主治医は諦めていた。
そんな最悪な状況の中、突然地震が起き、周囲一帯が転電状態となり病院の設備そのものが機能しなくなる。諦めきれない詩織は灯に必死に語りかける。
灯は最後の力を振り絞り詩織に語りかけ夜空に指をさす。その夜空には万遍な星空が夜空に覆いつくさんとばかりに広がっていた。
「いつかあそこに行くのが夢だったの、いってくるね」そう言い灯は息を引取った。
2016年6月15日、詩織は灯の遺留品を整理していた。リモはそんな詩織を元気づけるも彼女は無理に元気を装っていた。
リモは一つの矛盾点に気づく「つらいのにわらってる」「かなしいのにしあわせ」゛つらい゛は「しあわせではない」　゛いらない゛よね。「それが二人の幸せなら」そうつぶやきリモは二人の想いの「綺麗なもの」を「あかりぼし」として夜空の一部として放った

## 登場人物

### 知識の箱
本作での「知識の箱」を守るため戦うアンチウイルスプログラムの役目はシャムとレグルが果たす事となり劇場版とは完全に別人である、なお#4以降はリモも彼らに同行することとなる。
リモ
時代・国を越えて世界中の人々の前に現れる謎の少女。白い服に長いおさげ髪が特徴。作中の台詞はすべてひらがなで表記される。世界中の人々と交流しては、「ガラスの花」を摘み集めていく。
劇場版とはうって変わって物静かでミステリアスな性格さらに天然ボケなところもあり何度もシャムに突っ込みを入れられる始末である、#3での悲劇をきっかけに本来の役割とは別の行動に走るようになる。
彼女が集める「綺麗なもの」は知識の世界に住まう人、一人一人に蓄積されておりリモの精神が変質して以降は個人の意思に関係なく奪い取っていく。
レグル
#4に登場。知識の箱を守るアンチウイルスソフトウェア。検索と解析を担当する。リモに惚れられており「綺麗な人と」認識されている
シャム
#4に登場。知識の箱を守るアンチウイルスソフトウェアでレグルの弟。ウイルスの駆除を担当する。
リモに一目ぼれしてしまい事あるごとに彼女にアプローチをかける

### #1での登場人物
叶
#1に登場するリモが始めて世界で出会った人物、自分たちの思い出タイムカプセルを恐怖の大王から守ろうとし孤立奮闘する。
大人になってもその無鉄砲な性格は変わらなかった。
流
#1に登場する、無鉄砲な叶に振り回される毎日を繰り返している
かすみ
#1に登場する1999年日本の小学生三人組。空から降りてきたリモをノストラダムスの大予言に登場する恐怖の大王と勘違いする。

### #2での登場人物
ハルア
#2に登場。恋人の帰りを待つ盲目の女性。花を愛し家の庭には溢れんばかりの花を植えていた。
リモと出会い一つ屋根の下で共に暮らすこととなる。
義理母に息子のことを諦めお見合いするようにといわれ一度は了承するも、彼のことを忘れられず待ち続けることとなる。
その最期はリモに見守られながら老衰で永眠した。彼を待ち続けた歳月は実に60年にも及ぶ。この出来事がきっかけでリモの心に大きな影響を与え始めることとなる
ハルアの恋人
本名は不明、ハルアがリモと出会う少し前に宮殿警護の兵として警護にあたっていた。
その宮殿は敵の奇襲をうけてしまいその警護にあたっていた彼もその時に死亡したと思われる。
ハルアは役60年間もの歳月を彼のために待ち続けた
義理母
本名は不明ハルアの義理母でありハルアの恋人の実の両親。
人当たりもよくハルアのことを実の娘のように可愛がる。彼女の事を想い息子のことを諦めお見合いの話を持ちかけ彼女を後押しした。

### #3での登場人物
メアリ
#3に登場。元娼婦の女性。
ジェイクと出会い娼婦を止め普通の女性として人生をやり直し始める。自身を汚れきっておりそれを隠し切れない存在だと思っている。
リモとは#3序盤で出会い、よき友人となる。その関係はジェイクからはまるで親子のようだと言われたほどでもある。
ある日彼女は自身のみにジェイクの子を身ごもっていることが発覚し、リモの後押しを受け、数日後に結婚を控えることとなる。
しかし結婚式当日、「切り裂きジャック」としての本性を露わにしたジェイクによって殺害されてしまう。この出来事がリモの精神に異常をきたすきっかけとなってしまった。
ジェイク
#3に登場。メアリの恋人。
人当たりも良く好青年として周りには周知されていた。娼婦だったメアリの人生をやり直すきっかけを作った存在。
しかしそんな彼には裏の顔が潜んでいた。

### #4での登場人物
#4以降登場するレギュラーキャラであるレグルとシャムは知識の箱にて参照
ジャック・ザ・リッパー
#4の最初に登場。ジェイクの真の正体、ジェイクとしての真っ当な青年を演じ続け、裏ではメアリを「汚い人間」とあざ笑っていた。
メアリとの結婚式当日、彼女を殺害その現場にリモは居合わせることなったリモ自身を狂わせる歯車の要因となった。

### #5での登場人物
史織
#5に登場。病気で余命わずかな妹を持つ女子高校生。
妹、灯のことを何よりも大切にしており病弱な彼女を毎日看病している。リモとは灯の紹介により友達となった。
灯
#5に登場。余命わずかと宣告された少女。星空が好き。
リモとはいつ頃友達になったかは作中に明かされていなく、いつのまにか友達になっていた。
医師からは数ヶ月の余命を宣告されており寝たきりの生活の日々をすごしていた。

### #6での登場人物
丙夏美
# 6に登場。フルートを奏でる少女。小説版にも登場する。
レグルとは恋仲の関係であり進展は間近だと思われる

## 書籍情報
- D. backup　リモのはこにわ/PhysicsPoint 既刊1巻、 2017年2月20日現在
- 2016年2月18日　1巻、発売 ISBN　9784865291957

## 劇場版
A-1 Pictures を製作会社とし2016年1月9日に「ガラスの花と壊す世界」が放映された。